# Дискордианизм

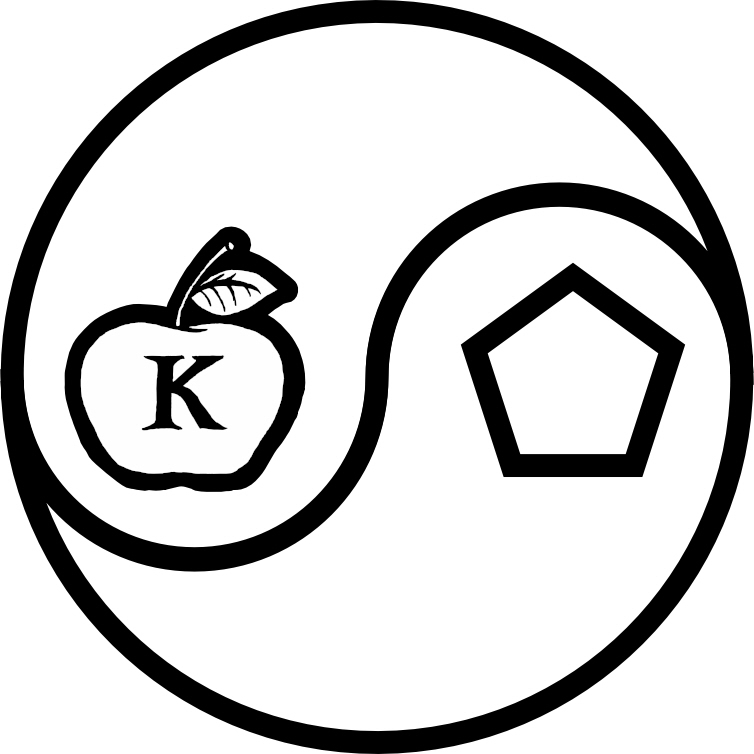
Священное Хао — религиозный символ дискордианства

«Мандала» дискордианства, содержащая пять колец Борромео

Дискордиа́нство или дискордиани́зм — пародийная религия. В отличие от традиционных религий, проповедующих гармонию, дискордианизм обожествляет хаос. Главным божеством дискордианизма является Эрида (у римлян — Дискордия), древнегреческая богиня раздора, подбросившая яблоко раздора на свадебном пиру у Пелея.
Основополагающая книга — Принципия Дискордия (1963),  написана Омаром Хайямом Равенхурстом (Керри Торнли) и Малаклипсом Младшим (Грегори Хилл).
Мировую популярность дискордианство получило во многом благодаря Роберту Антону Уилсону, который широко осветил его в своём романе «Иллюминатус!» («The Illuminatus! Trilogy», 1975).

## Философия
Является эклектичным сплавом философий дзэн-буддизма, экзистенциализма, релятивизма, феноменологии и общей семантики.
Одним из основных тезисов дискордианства является «строгое убеждение в том, что любое строгое убеждение ошибочно» (см. соотношение карты и территории).
Важным дискордианским мифом является проклятие Груада Серолицего, которое объясняет, почему люди уходят от творческого хаоса и пытаются построить «порядок». Серолицый — существо без чувства юмора, искушающее и склоняющее людей к мысли, что основанием бытия должен быть порядок и серьёзность. Этот миф объясняет возникновение деструктивного хаоса, который может возникнуть только там, где пытаются насаждать порядок.
Преодоление проклятия Сероликого в масштабах всего человечества является одной из основных задач дискордианства.

Человеческая раса начнёт решать свои проблемы только с момента, когда перестанет относиться к ним серьёзно.
Для движения к этому моменту POEE предлагает контр-игру под названием БЕССМЫСЛЕННОСТЬ КАК СПАСЕНИЕ.
Спасение от уродливого и дикого бытия, которое стало результатом принятия порядка настолько серьёзно и настолько несерьёзно непринятия альтернативных порядков и беспорядков, что ИГРЫ стали приниматься как нечто более серьёзное чем ЖИЗНЬ; когда как правильнее принимать саму ЖИЗНЬ КАК ИСКУССТВО ИГРАТЬ В ИГРЫ.
С этой целью, мы предлагаем человеку развить свою естественную любовь к беспорядку и играть с Богиней Эридой. Знаем, что это будет весёлая игра, и что так МОЖЕТ БЫТЬ СНЯТО ПРОКЛЯТИЕ СЕРОЛИКОГО.
Если ты сможешь овладеть нелогичным так же, как ты уже овладел рассудком, то каждый будет раскрывать смысл абсурда другим. С этого момента просветления человек станет свободным независимо от его окружения. Он станет волен играть в игры порядка и менять их как угодно.
Он станет волен играть в игры беспорядка просто так. Он станет волен играть и в то, и в другое, или ни во что не играть. И, как хозяин своих собственных игр, он будет играть без страха, и поэтому без расстройства, и поэтому с доброй волей в его душе и любовью в его жизни.
А когда люди освободятся, то и человечество станет свободным.

Дискордианская онтология расширяет диалектическую тройку «тезис-антитезис-синтез» и провозглашает «принцип пятёрки» — все события в мире происходят в пять стадий (на примере эволюции общества):
- Хаос (англ. Chaos) — первоначальное состояние, в котором происходит естественная самоорганизация.
- Раздор (англ. Discord) — возникновение управления, правящих классов. Расслоение общества вызывает напряжённость.
- Замешательство (англ. Confusion) — попытка правящих классов восстановить первоначальное положение дел внешним вмешательством. Даже если к власти приходят угнетённые, они используют те же авторитарные методы.
- Бюрократия (англ. Bureaucracy) — общество постепенно успокаивается, идеи и ритуалы становятся важнее людей. К власти приходят идиоты.
- Последствия (англ. Aftermath) — бюрократия разрушается под собственным весом и обращается в первоначальный хаос.

Главным символом Дискордианства служит Священное Хао, или ХОДЖ-ПОДЖ, внешне похожий на инь-ян. Но место ходж-точки на подж-стороне занимает Пятиугольник, означающий анэридический принцип Порядка. На противоположном полюсе — золотое Яблоко Раздора, эридический принцип Хаоса.
Священное Хао символизирует всё, что кому-либо нужно знать о чём бы то ни было, и даже больше.
Оно символизирует всё, что знать не обязательно — в виде пустого места вокруг ХОДЖ-ПОДЖА.